# Snorre Sturlasson

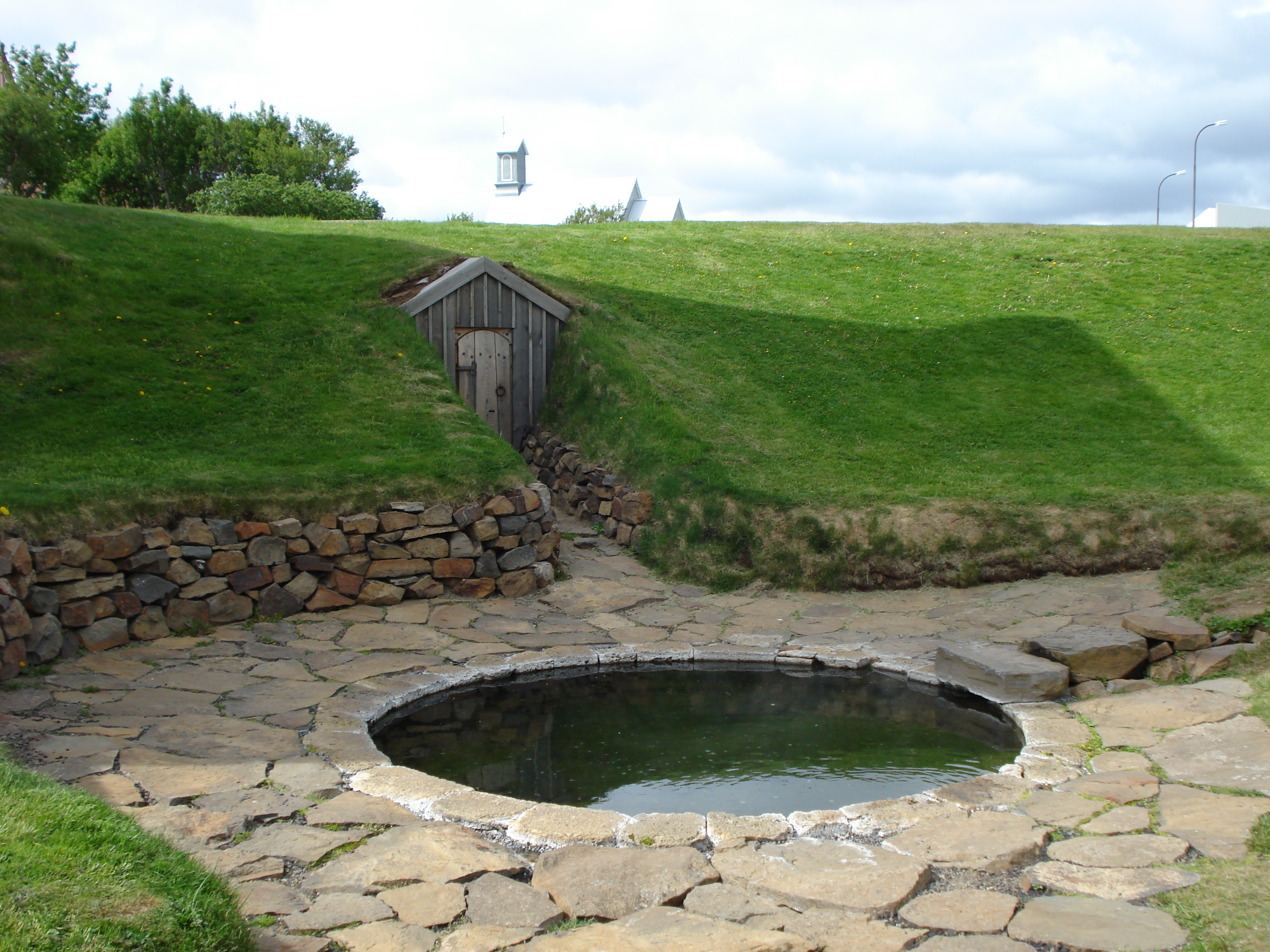
Utomhusbadet Snorralaug på gården Reykholt. Tunneln mellan boningshus och badet underlättade att ta sig till det varma badet vintertid, och kunde också tjäna som nödutgång, vid överfall. Enligt legenden ledde tunneln till den källare där Snorre dödades.

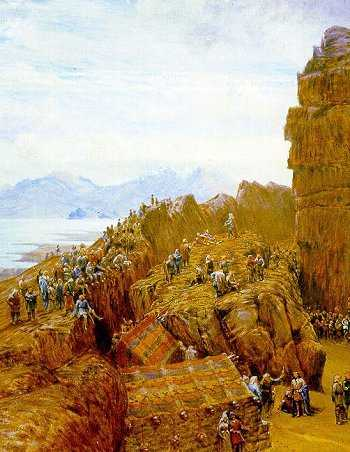
1900-tals målning som framställer Alltinget.

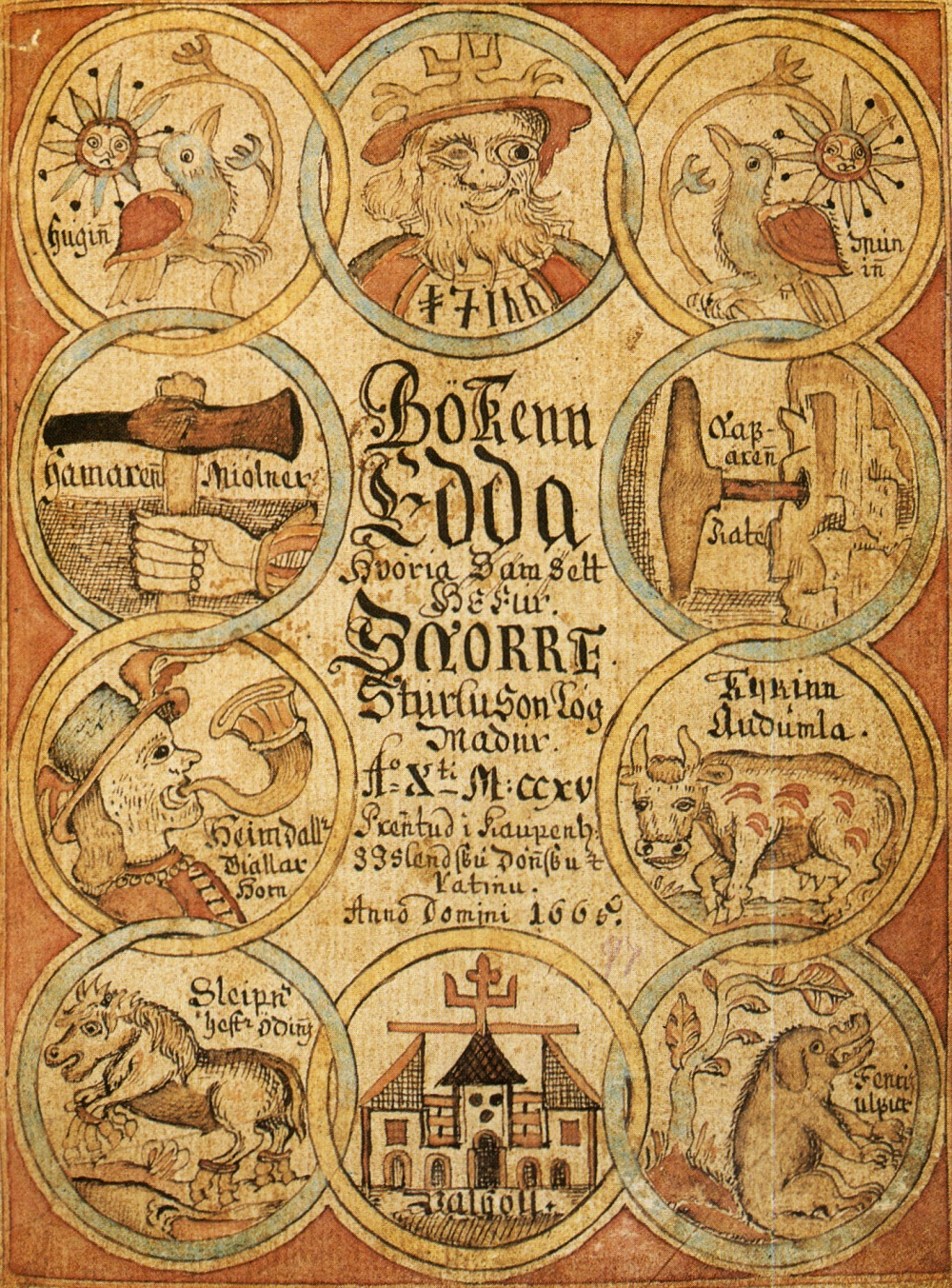
Den yngre Eddan, också kallad Snorre-Eddan, från en isländsk handskrift från 1666. Titelsidan visar Oden, Hugin, Munin, Heimdall, Sleipner och andra från nordisk mytologi.

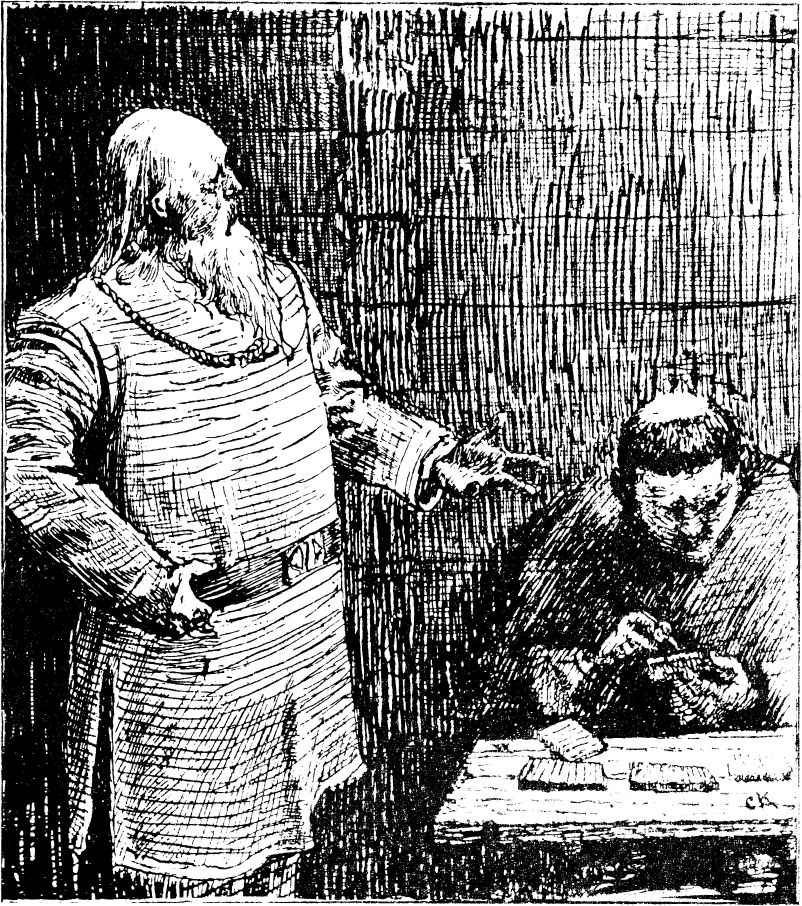
Snorri Sturluson av Christian Krogh.

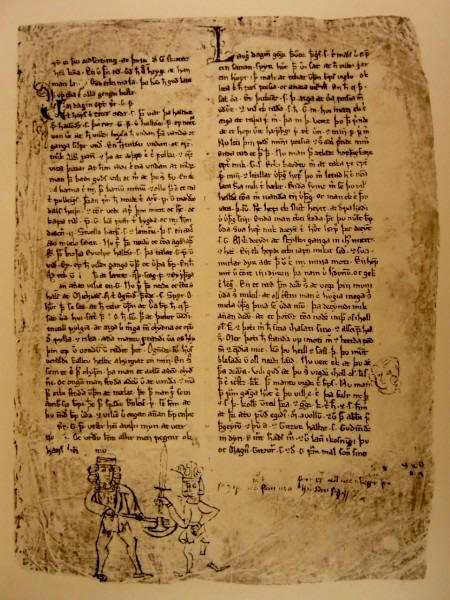
Sturlungasagan.

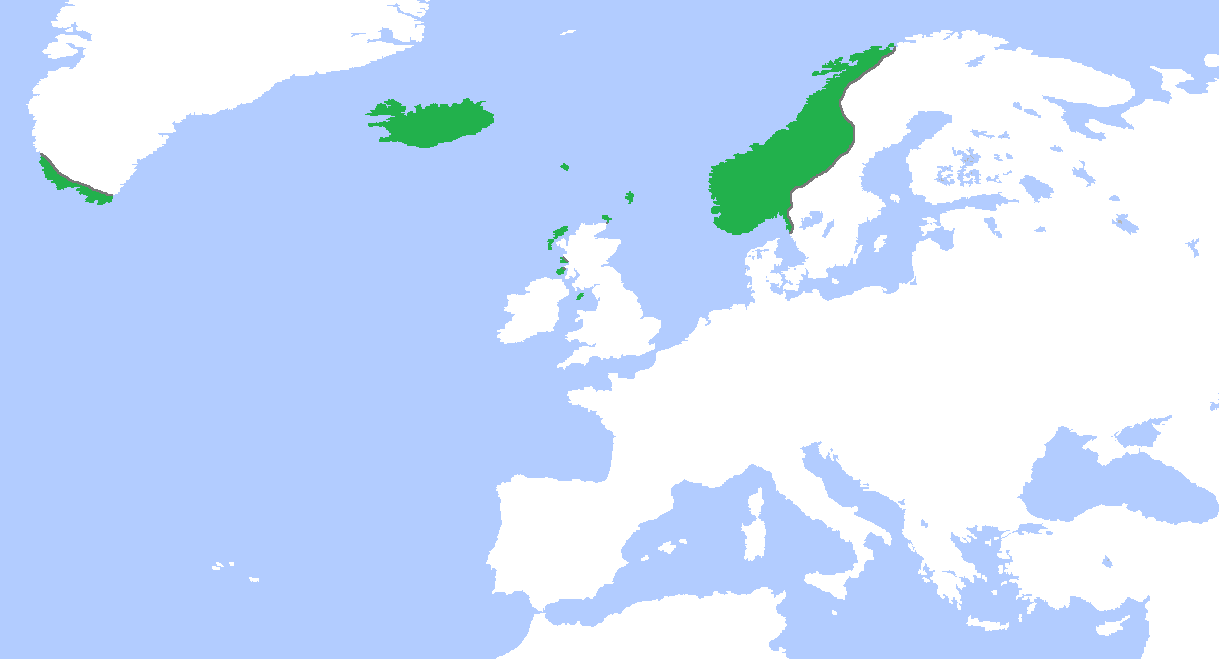
Konungariket Norge 1265.

Snorre Sturlasson (en svensk namnform för fornnordiska och isländska Snorri Sturluson), född omkring 1179, död 23 september 1241, var en isländsk adelsman, hövding, lagman, politiker, historiker, författare och skald. Han betraktas som författare till Den yngre Eddan, vilken är en handbok i skaldekonst och lärobok i nordisk mytologi, författad omkring 1220, samt Heimskringla, en bok som skildrar främst Norges kungar fram till och med år 1177. Han tillskrivs också stundom Egil Skallagrimssons saga. Snorre Sturlasson var två gånger lagsagoman på det isländska Alltinget, en mycket förnäm position i dåtidens isländska samhälle. I Norge utnämndes han 1218 till lendmann av kung Håkon Håkonsson och hans medregent Skule Bårdsson. 1239 blev han av Skule utnämnd till jarl av Island. Snorre var mycket inblandad i sin samtids politik, vilket också drog in honom i konflikter, och han dödades 1241 eftersom han varit inblandad i norske hertigen Skule Bårdssons uppror (1239–1240) mot den norske kungen Håkon Håkonsson.

## Biografi
Snorre föddes omkring 1179 som yngste son till den isländske hövdingen Sturla Tordsson den äldre (Sturla Þórðarson eldri), oftast kallad Hvamm-Sturla, som var hövding på gården Hvammr vid Breidafjorden (Breiðafjörður). Hvamm-Sturla tillhörde Sturlungaätten, vilken sägs härstamma från Egil Skallagrimsson och Snorre gode. Snorres bröder Tord Sturlasson och Sighvat Sturlasson och deras närmaste släktingar kom att spela en stor roll i maktstrider på Island under den s.k. Sturlungatiden, och flera av dem blev också framstående författare av isländska sagor.
|                                                                                       |                                                                                       |                                                                                       |                                                                                       |                                                                                       |                                                                                       |                 |                 |                                              |                                              | Sturla Tordsson                              | Sturla Tordsson                              | Sturla Tordsson                              | Sturla Tordsson                              | Sturla Tordsson | Sturla Tordsson | | | | | | | Gudny Bödvarsdotter | Gudny Bödvarsdotter | Gudny Bödvarsdotter | Gudny Bödvarsdotter | Gudny Bödvarsdotter | Gudny Bödvarsdotter | | |  |  |  |  |  |  |  |  |  |  |  |  |  |  |  |  |  |  |
|                                                                                       |                                                                                       |                                                                                       |                                                                                       |                                                                                       |                                                                                       |                 |                 |                                              |                                              | Sturla Tordsson                              | Sturla Tordsson                              | Sturla Tordsson                              | Sturla Tordsson                              | Sturla Tordsson | Sturla Tordsson | | | | | | | Gudny Bödvarsdotter | Gudny Bödvarsdotter | Gudny Bödvarsdotter | Gudny Bödvarsdotter | Gudny Bödvarsdotter | Gudny Bödvarsdotter | | |  |  |  |  |  |  |  |  |  |  |  |  |  |  |  |  |  |  |
|                                                                                       |                                                                                       |                                                                                       |                                                                                       |                                                                                       |                                                                                       |                 |                 |                                              |                                              |                                              |                                              |                                              |                                              |                 |                 | | | | | | |                     |                     | | | | | | |  |  |  |  |  |  |  |  |  |  |  |  |  |  |  |  |  |  |
|                                                                                       |                                                                                       |                                                                                       |                                                                                       |                                                                                       |                                                                                       |                 |                 |                                              |                                              |                                              |                                              |                                              |                                              |                 |                 | | | | | | |                     |                     | | | | | | |  |  |  |  |  |  |  |  |  |  |  |  |  |  |  |  |  |  |
|                                                                                       |                                                                                       |                                                                                       |                                                                                       | Tord Sturlasson                                                                       | Tord Sturlasson                                                                       | Tord Sturlasson | Tord Sturlasson | Tord Sturlasson                              | Tord Sturlasson                              |                                              |                                              |                                              |                                              |                 |                 | Sighvat Sturlasson                                                                                            | Sighvat Sturlasson                                                                                            | Sighvat Sturlasson                                                                                            | Sighvat Sturlasson                                                                                            | Sighvat Sturlasson                                                                                            | Sighvat Sturlasson                                                                                            |                     |                     | Snorre Sturlasson | Snorre Sturlasson | Snorre Sturlasson | Snorre Sturlasson | Snorre Sturlasson | Snorre Sturlasson |  |  |  |  |  |  |  |  |  |  |  |  |  |  |  |  |  |  |
|                                                                                       |                                                                                       |                                                                                       |                                                                                       | Tord Sturlasson                                                                       | Tord Sturlasson                                                                       | Tord Sturlasson | Tord Sturlasson | Tord Sturlasson                              | Tord Sturlasson                              |                                              |                                              |                                              |                                              |                 |                 | Sighvat Sturlasson                                                                                            | Sighvat Sturlasson                                                                                            | Sighvat Sturlasson                                                                                            | Sighvat Sturlasson                                                                                            | Sighvat Sturlasson                                                                                            | Sighvat Sturlasson                                                                                            |                     |                     | Snorre Sturlasson | Snorre Sturlasson | Snorre Sturlasson | Snorre Sturlasson | Snorre Sturlasson | Snorre Sturlasson |  |  |  |  |  |  |  |  |  |  |  |  |  |  |  |  |  |  |
|                                                                                       |                                                                                       |                                                                                       |                                                                                       |                                                                                       |                                                                                       |                 |                 |                                              |                                              |                                              |                                              |                                              |                                              |                 |                 | | | | | | |                     |                     | | | | | | |  |  |  |  |  |  |  |  |  |  |  |  |  |  |  |  |  |  |
| Sturla Thordarson skrev: Íslendinga saga Håkon Håkonssons saga Magnus Lagaböters saga | Sturla Thordarson skrev: Íslendinga saga Håkon Håkonssons saga Magnus Lagaböters saga | Sturla Thordarson skrev: Íslendinga saga Håkon Håkonssons saga Magnus Lagaböters saga | Sturla Thordarson skrev: Íslendinga saga Håkon Håkonssons saga Magnus Lagaböters saga | Sturla Thordarson skrev: Íslendinga saga Håkon Håkonssons saga Magnus Lagaböters saga | Sturla Thordarson skrev: Íslendinga saga Håkon Håkonssons saga Magnus Lagaböters saga |                 |                 | Olaf Tordsson Hvitaskald skrev Knytlingasaga | Olaf Tordsson Hvitaskald skrev Knytlingasaga | Olaf Tordsson Hvitaskald skrev Knytlingasaga | Olaf Tordsson Hvitaskald skrev Knytlingasaga | Olaf Tordsson Hvitaskald skrev Knytlingasaga | Olaf Tordsson Hvitaskald skrev Knytlingasaga |                 |                 | Sju söner Sturla Sighvatsson Markus Sighvatsson Kolbeinn Sighvatsson Þórður krókur Tord kakali Jarl av Island | Sju söner Sturla Sighvatsson Markus Sighvatsson Kolbeinn Sighvatsson Þórður krókur Tord kakali Jarl av Island | Sju söner Sturla Sighvatsson Markus Sighvatsson Kolbeinn Sighvatsson Þórður krókur Tord kakali Jarl av Island | Sju söner Sturla Sighvatsson Markus Sighvatsson Kolbeinn Sighvatsson Þórður krókur Tord kakali Jarl av Island | Sju söner Sturla Sighvatsson Markus Sighvatsson Kolbeinn Sighvatsson Þórður krókur Tord kakali Jarl av Island | Sju söner Sturla Sighvatsson Markus Sighvatsson Kolbeinn Sighvatsson Þórður krókur Tord kakali Jarl av Island |                     |                     | Orökja Snorresson Hallbera g.m. Arne Magnusson Tordis g.m. Torvald Vatnsfjording Ingebjörg g.m. Gissur Thorvaldsson vilken senare dräpte Snorre på norske kung Håkon Håkonssons order | Orökja Snorresson Hallbera g.m. Arne Magnusson Tordis g.m. Torvald Vatnsfjording Ingebjörg g.m. Gissur Thorvaldsson vilken senare dräpte Snorre på norske kung Håkon Håkonssons order | Orökja Snorresson Hallbera g.m. Arne Magnusson Tordis g.m. Torvald Vatnsfjording Ingebjörg g.m. Gissur Thorvaldsson vilken senare dräpte Snorre på norske kung Håkon Håkonssons order | Orökja Snorresson Hallbera g.m. Arne Magnusson Tordis g.m. Torvald Vatnsfjording Ingebjörg g.m. Gissur Thorvaldsson vilken senare dräpte Snorre på norske kung Håkon Håkonssons order | Orökja Snorresson Hallbera g.m. Arne Magnusson Tordis g.m. Torvald Vatnsfjording Ingebjörg g.m. Gissur Thorvaldsson vilken senare dräpte Snorre på norske kung Håkon Håkonssons order | Orökja Snorresson Hallbera g.m. Arne Magnusson Tordis g.m. Torvald Vatnsfjording Ingebjörg g.m. Gissur Thorvaldsson vilken senare dräpte Snorre på norske kung Håkon Håkonssons order |  |  |  |  |  |  |  |  |  |  |  |  |  |  |  |  |  |  |

Vid tre års ålder blev Snorre Sturlasson fosterson till "Islands mäktigaste och rikaste storman", hövdingen Jón Loftsson på Odde. Detta skedde som en förlikningspant mellan parterna Odde-ätten och Sturlungarna, mellan vilka stor oenighet rådde. Odde var ett av Islands kulturcentra sedan Jón Loftssons farfar Sæmundur den vises tid, varför dispyten mellan de två ätterna blev lyckosam för isländsk litteratur, eftersom Snorre på grund av den fick växa upp i en historisk och litterär miljö, där han fick lära sig latin och teologi och poesi, och naturligtvis Isländska sagor och annan nationell litteratur. Snorre stannade hos Jón Loftsson i tjugo år och fick av sin styvfar lära sig skaldekonst och historia. Det var på Odde, där forntidens stamtavlor, skaldeverk och drapor fanns bevarade, som Snorres intresse för dikter och berättelser väcktes. Men 1197 avled Jón Loftsson, och Snorres framtid måste ordnas.

### Äktenskap och skilsmässa
Snorre blev 19 år gammal av sin fosterbror Sæmundur och sin bror Tord Sturlasson bortgift 1199 med hövdingadottern Herdis Bersedotter från herrgården Borg. De bodde först på Odde men flyttade till Borg när Berse dött 1202, och Snorre tog över gården som dess ägare. Med gården följde också titeln hövding (Isländska: goðorð) av Mýrar från Berse, och under de följande åren ökade Snorre sin makt med fler hövdingaskap. Snorre och Herdis fick tillsammans barnen Jon murti Snorresson och Halbera Snorresdotter, men makarna gled alltmer isär på grund av Snorres kringflackande liv som hövding och politiker.

### Flyttar till Reykholt
1206 flyttade Snorre utan Herdis till herrgården Reykholt. Gården utvecklades under hans överinseende, med bl.a. ett utomhusbad (Snorralaug) som delvis är bevarat. Han skrev på Reykholt en dikt om jarl Håkon galen och belönades av Håkon för detta med ett svärd, en sköld, och en ringbrynja. Under de första åren på Reykholt fick han med olika kvinnor också fler barn: med Turid Hallsdotter (Þuríðr Hallsdóttir) sonen Orökja Snorresson, med Gudrun Hreinsdotter (Guðrún Hreinsdóttir) dottern Ingeborg (Ingibjörg) och med Oddny dottern Tordis (Þórdís). 

### Lagman
Snorre Sturlasson var lagsagoman på det isländska Alltinget 1215–1218. 
Hans rykte som lagman tycks ha spritt sig även till Norge, där jarl Skule Bårdsson samregerade med den trettonårige kungen Håkon Håkonsson. I själva verket var det jarlen som hade makten, och han hade en ambition att införliva Island i det norska kungadömet. En ung, vältalig isländsk lagman av god ätt, som skulle kunna arbeta för Norges sak, var en möjlighet jarl Skule såg i Snorre Sturlasson.
Snorre lämnade lagmanssyslan 1218–1219 efter att han fått en kunglig inbjudan att besöka Norge.

### Första vistelsen i Norge, vänskap med hertig Skule och lagman Eskil Magnusson
Snorre Sturlasson seglade sommaren år 1218 från Island till Norge. Där gästade han först den unge kung Håkon Håkonsson och sedan dennes medregent jarl Skule Bårdsson (senare Norges första hertig), varvid han utnämndes till skutilsvein (en titel som i Norge efter 1277 kallades riddare, men kan jämföras med den svenska titeln väpnare) vilket var andra klassen inom norska hirden. Senare samma vinter upphöjdes han av jarl Skule till lendmann (högsta klassen inom hirden), varför Snorre nu kunde betraktas som adelsman. (Þeir konungur og jarl sýndu honum margvíslegan sóma, gerðu hann skutilsvein sinn og síðan lendan mann.Jónas Kristjánsson) Detta var inga hederstitlar, Snorre fick avlägga en lojalitetsed, och med Snorres lojalitet mot Norge hoppades man att han i kraft av lagman på alltinget skulle arbeta för att Norge kunde införliva Island i norska kungadömet.
Snorre bodde hos jarl Skule över vintern och fick ett skepp i hedersgåva med vilket han kunde resa vidare.
Även om gåvorna och utnämningen till lendmann var i både den fjortonårige kungens och hertigens namn, så var det med den hertig Skule, som vid denna tid var den egentlige regenten, som Snorre slöt en nära vänskap. Det skulle komma att leda till Snorres död, under Skules uppror mot kung Håkan. Delar i Eddan beskriver jarl Skule, i avdelningen Háttatal.
Snorre besökte sommaren därpå (år 1219) Västergötlands lagman Eskil Magnusson (Bjälboätten) och hans fru Kristina Nilsdotter Blake. Makarna var båda släkt med kungaätterna och gav Snorre god inblick i Svearikets historia.  Intressant att notera är att Eskil några år efter deras möte redigerade och lät skriva Äldre Västgötalagen, det första litterära arbetet på svenska. Fru Kristina överlämnade som en hedersgåva till den gästande Snorre det baner som kung Erik Knutsson av Sverige fört i slaget på Gestilren år 1210. 
Tillbaka på Island bodde Snorre återigen på Reykholt, dit även hans mor Gudny Bödvarsdotter flyttat. När hon dog 1221 lade Snorre genast beslag på arvet, trots att hon i förväg hade skänkt allt hon ägde till Snorres brorson Sturla Thordarson, som var hennes fosterson. Detta ledde till spänningar mellan Snorre och hans bror Tord Sturlasson.

### Lagman på Island igen, skriver Eddan, hamnar i ättestrider
Förutom lagmanssysslan författade Snorre Snorres Edda år 1222–1223. 
Snorre Sturlasson var återigen lagsagoman på det isländska Alltinget igen 1222–1231, kanske fram till 1235. Han valdes med anledning av sin berömmelse som diktare och författare, men politiskt framstod han som norska kungens talesman och stödde en union med Norge, vilket gav honom fiender bland lokala hövdingar, som antingen ville fortsätta att vara oberoende eller var motståndare till Snorres vän, jarl Skule Bårdsson, och kände större lojalitet mot norske kungen Håkon Håkonsson.
När Snorres fosterbror Sæmundur dött 1222 började Snorre uppvakta hans dotter Solveig, men Snorres brorson Sturla Sighvatsson gick emellan och gifte sig med Solveig 1223.

### Andra äktenskapet
År 1224 gifte sig Snorre för andra gången, med sin fosterfar Jón Loftssons barnbarn Hallveig Ormsdotter, änka efter Björn Torvaldsson omtalad som Islands rikaste kvinna. Äktenskapet, omnämnt som ett resonemangsparti, sägs ha varit lyckligt. 
Hallveig var mycket yngre än Snorre, och de fick inga barn tillsammans, men uppfostrade gemensamt sina respektive barn från tidigare relationer. Fem av Snorres barn överlevde till vuxen ålder, vilket inte var helt vanligt på den tiden. Snorre gifte in sina döttrar Hallbera, Tordis och Ingeborg i inflytelserika ätter och ökade därigenom sin sociala status. Hallbera gifte sig med Arne Magnusson 1218, sex år senare gifte Tordis sig med Torvald Vatnsfjording och Ingeborg med Gizurr Thorvaldsson (av Haukdœla-ätten), som 1241 dräpte Snorre på norske kung Håkon Håkonssons order.

### Ättestriderna eskalerar
Att Snorres brorson Sturla Sighvatsson gift sig med Solveig medan Snorre uppvaktade henne startade en intern ättestrid, och Snorre samlade två härar, en ledd av hans systerson Bödvar Tordsson (Böðvar Þórðarson) och en av hans son Orökja, för att angripa sin bror Sighvat Sturlasson (Sighvatr Sturluson) och dennes son Sturla Sighvatsson. Snorre själv övergav sin här och erbjöd en fredsuppgörelse med brodern Sighvat, men Sighvat och Sturla drev honom på flykt med en här på över 1000 man, medan Snorres son Orökja övergick till gerillastrider i fjordområdet på västra Island. Kung Håkon Håkonsson av Norge erbjöd medling och inbjöd dem att mötas i Norge för att ingå en fredsförbindelse. Den kom aldrig till stånd, men Sturla tog initiativ till fredsmöten på Island, och till ett möte på Reykholt, varvid Snorres son Orökja och hans kusin Torleif fängslades en tid.
Sommaren 1236 gick Sturlungarna, ledda av Snorres brorson Sturla Sighvatsson, till väpnat angrepp mot Snorre och gården Reykholt. Snorre fördrevs från gården och flydde, först till gården Nes och 1237 till Norge för att söka stöd hos kung Håkan och jarl Skule.

### Snorre flyr till Norge och blir Skule Bårdssons jarl
Kung Håkon Håkonsson och Snorres vän jarlen Skule Bårdssons konflikt om makten i Norge var på väg att utmynna i inbördeskrig, och när Snorre anlände valde han att stödja Skule i dennes ambition att få sin son Peter Skulesson erkänd som medregent. Håkon Håkonsson erbjöd då 1237 en kompromiss i vilken jarl Skule upphöjdes av kung Håkan till hertig, varvid han skulle få inkomster från sitt hertigskap, men han förlorade samtidigt makten över sitt forna jarladöme. Samtidigt gifte sig kung Håkan med Skules dotter Margareta.
Skule utnämnde Snorre 1238 till jarl av Island för att kunna räkna med hans lojalitet i maktkampen. Det skedde som en dubbning med flera vittnen närvarande, men kan ha hållits hemligt, för det blev aldrig offentligt känt.

### Oroligheter på Island
Under tiden försökte Sturlungarna på Island att utöka sin makt, vilket provocerade andra ätter. Kolbein unge och Snorre Sturlassons måg Gissur Thorvaldsson slöt ett förbund och gick till motattack, vilket resulterade i Islands största slag, slaget vid Örlygsstad. Den 21 augusti 1238 dödades Snorres bror Sighvat och fyra av dennes söner, Sturla, Markús, Kolbeinn, och Þórður krókur, i slaget vid Örlygsstad (de två sistnämnda avrättades efter slaget) av fiendestyrkan anförd av Gissur Thorvaldsson och Kolbein unge. Kolbein den unge blev nu allenarådande i nordlandsfjärdingen. Snorres fiender på Island var till stor del borta.

### Snorre förbjuds av kung Håkan att lämna Norge
Snorre, hans son Orökja, brorsonen Tord kakali och kusinen Torleif anhöll hos kung Håkan om att få återvända till Island, men deras begäran avslogs. Håkan såg nu Snorre som förrädare, och Snorre beordrades explicit av kungen att inte lämna Norge, officiellt med anledning av sin hederstitel.
Hertig Skule Bårdsson gav dem istället tillstånd att resa i strid med kung Håkon Håkonsson påbud, och ordnade med transporten över till Island, vilket retade kung Håkan ytterligare. Saken blev inte bättre av att hertig Skule lät utropa sig till kung av Norge och gjorde väpnat uppror mot kung Håkan. Snorre lämnade alltså Norge 1239, under samma period som kung Håkan var tvungen att fokusera på inrikes problem som tog slut först när Skule Bårdsson dödades av Håkans trupper 1240.
Tillbaka på Island återtog Snorre Sturlasson sitt hövdingaskap och hotade Gizurr Thorvaldsson med att på Alltinget anklaga honom för Sighvat och Sturlas död. På sommaren 1241 hölls ett Allting varvid Gissur Thorvaldsson anlände med hundratals kämpar, och Snorre och 120 män fick ta skydd vid en kyrka. Gizurr valde emellertid att böta istället för att bryta tingsfriden och attackera Snorre.

### Hallveigs och Snorres död
Under tiden dödades Skule Bårdsson i Norge, och motståndet mot kung Håkan var krossat. Håkan kunde nu planlägga hämnd på Snorre. Medan Snorre sörjde sin hustru skickade kung Håkon Håkonsson två män till Snorres måg Gissur Thorvaldsson med ett hemligt brev, där Håkan beordrade Gissur att tillfångata eller döda Snorre. Han erbjöds i samma brev av Håkan att arbeta för en union med Norge om han så ville. Gissurs första försök att tillfångata Snorre på Alltinget misslyckades.
Snorres hustru Hallveig dog sommaren 1241, och Snorre sägs ha känt en stor saknad, men fick inte sörja henne länge.
Under arvstvisten efter Hallveig bad hennes två söner Klaeing och Orm om hjälp av Gissur Thorvaldsson. Under ett möte med dem och Kolbein unge visade Gissur brevet från kung Håkan. Orm vägrade att vara behjälplig i att fånga eller döda sin styvfar Snorre. Kort därefter fick Snorre ett brev med lönnrunor som varnade honom för en komplott, men han kunde inte tyda brevet.
Gissur Thorvaldsson drog med ett följe av sjuttio män till Snorres gård Reykholt en septembernatt år 1241 och överrumplade Snorre. Snorre flydde ner till källaren. Fem män gick med dragna svärd ner i källaren, Markús Marðarson, Símon knútur, Arne den bittra, Þorsteinn Guðinason och Þórarinn Ásgrímsson, och därnere sa Símon knútur till Arne den bittra att hugga honom. Snorre lär ha sagt: Eigi skal höggva!—"Hugg inte!" Símon svarade: "Högg þú!" — "Hugg du!" Snorri svarade: Eigi skal höggva!—"Hugg inte!" och det var Snorre Sturlassons sista ord.
Det är okänt om Snorre verkligen fick en chans att låta sig bli fängslad istället för att dödas.

## Efterspel
Snorre Sturlasson mördades i sitt hem Reykholt av politiska skäl: han hade stött valet av hertig Skule Bårdsson till kung i opposition mot kung Håkan i Norge. Mördaren var hans förre svärson Gissur Thorvaldsson (isländska Gizurr Þorvaldsson), som handlade på uppdrag av kung Håkon Håkonsson av Norge. Händelsen blev inte populär, varken på Island eller i Norge, och kritiserades. För att bättra på sitt rykte försvarade sig kung Håkan med att Snorre skulle ha benådats om han låtit sig tas tillfånga. Uttalandet visar hur stort inflytande kungen fått på Island.
Direkt efter dådet intog en trofast rojalist vid namn Thorgils Skardi (isländska Þorgils Skardi) positionen som Islands mäktigaste man. Snorres brorson Tord kakali återvände från Norge 1242 och hämnades 1246 sin far och sina sex bröder i slaget vid Haugsnes, vilket fick Gissur Torvaldsson att resa till Norge för att klaga inför kung Håkon Håkonsson. Samma sommar anlände också Tord som omedelbart fick stöd av kardinal Vilhelm av Sabina, vilken anlänt till Norge för att efter det norska inbördeskrigets slut kröna Håkon till norsk kung. Kyrkopolitiskt lydde Island under ärkebiskopsdömet Nidaros, varför kungens anspråk på ön också hade kardinalens stöd. Kardinalen föreslog nu att ön borde styras av endast en jarl "om freden skulle bevaras", och han gjorde klart att Tord var bäst lämpad för uppgiften. Tord återvände därför till Island och med på resan följde den nye biskopen på Hólar, norrmannen Henrik Kårsson (Heinrekr Kársson). Gissur Torvaldsson däremot kvarhölls i Norge med tvång.
Tord övertog nu sturlungarna Snorre Sturlassons och brodern Sturla Sighvatssons tidigare hövdingadömen och lyckades på kort tid vinna kontroll över hela ön. Under några år efter slaget vid Haugsnes 1246 var Tord kakali Islands mäktigaste man.
År 1250 sändes Gissur Thorvaldsson till Island för att ersätta Tord samtidigt som Tord återkallades till Norge, där han blev syssloman (ungefär fogde), först i Gauldalen, senare i Skien. En osäker tradition gör gällande att kung Håkon skulle ha stått i begrepp att återsända Tord till Island, då Tord oväntat insjuknade och dog den 11 oktober 1256.
Håkon utnämnde 1258 Gissur till jarl på Island.
På alltinget 1262 stadfästes unionen med Norge och kunglig auktoritet på Island blev en institution. Man svor en trohetsed till kungen, vilket sedan upprepades för varje ny kung fram till att kunglig arvsrätt blev formellt accepterat av islänningarna 1662.
Snorre lämnade ett annat arv efter sig: att skriva krönikor. Snorres bror Tord Sturlasson fick två söner som båda skrivit krönikor: Sturla Thordarson skrev Íslendinga saga, Håkon Håkonssons saga och Magnus Lagabötes saga. Olaf Tordsson Hvitaskald anses på goda grunder ha skrivit Knytlingasagan, vartill han fick ämne under vistelsen i Danmark, samt den tredje av de till Snorres Edda fogade avhandlingarna om språk och skaldskap.

## Snorre som källa för svensk historia

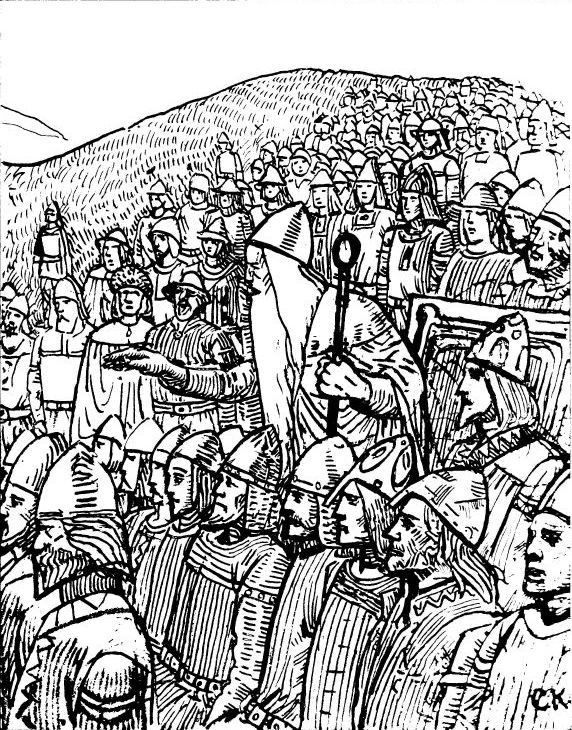
Torgny lagman vid Uppsala ting.

Genom att Snorre Sturlasson faktiskt besökt Sverige och allmänt anses vara en relativt god historiker och källkritiker, kan hans uppgifter anses vara förhållandevis goda.
Detta är viktigt eftersom Snorre visserligen aldrig skrev direkt i avsikt att dokumentera svensk historia, men ändå gjorde det inom ramen för den norska, och hans verk är därmed bland de äldsta överlevande dokumenten om Sveriges äldsta historia.
Det är framför allt Torgny lagman och hans varnande tal till kungen Olof Skötkonung som blivit berömt, men att det hållits så som Snorre berättar – över två hundra år senare, eller överhuvudtaget relationen mellan lagmannen och kungen – är osäkert, för att inte säga osannolikt.
Torgny lagman ska ha varit lagman i Tiundaland cirka år 1000. Han är dock historiskt ifrågasatt på grund av bristfälligt källmaterial.
Enligt Snorre Sturlassons Heimskringla ska Olof Skötkonung vid Uppsalatinget 1018 ha förespråkat en erövringspolitik riktad västerut, mot Norge. Men han fick genast bönderna, anförda av Torgny lagman, emot sig.
Min farfar Torgny kunde minnas Uppsalakonungen Erik Emundsson och berättade om honom att han när han var i sin bästa ålder hade ledung ute varje sommar (...). Han lade under sig Finland och Kirjalaland (Karelen), Estland och Kurland (en del av Lettland)." Torgny fortsätter med att hävda att den rådande konungen låter sina skatteländer (i öst) glida bort för att i stället vara: "lysten på att hålla det norska väldet under sig som ingen tidigare sveakonung haft lystnad till [...].
Torgny tvingade honom sluta fred med norske kungen Olof Haraldsson vilket ledde till att kung Olof drog sig tillbaka till Västergötland.
I början av nittonhundratalet tolkade Lauritz Weibull det oklara källäget så att han helt förkastade de isländska sagorna när dessa stod i strid med Adam av Bremens krönika. Han hävdade att tanken att slaget skulle stått vid Svolder baserades på en missuppfattning, där en dikt av skalden Skule Torstensson felaktigt skulle tolkats som om den handlade om Erik jarl och hans deltagande i striden. På motsvarande sätt skulle Adams tolkning av de politiska läget vara mer korrekt då islänningarna var tvungna att ändra bakgrunden när det placerat slaget fel.
Mats G. Larsson har hävdat att de isländska sagorna är relativt pålitliga som källor, eftersom de ofta återger händelser i resterande Europa vid samma tid som slaget skall ha utspelats på ett rättvisande sätt och kan kontrolleras mot mer samtida källor. Samtidigt skattar han Adam av Bremen relativt lågt i detta fall, då denne vid ett flertal tillfällen missuppfattar nordiska förhållanden vid denna tid.

## Övrigt
Snorre Sturlassons verk Heimskringla har betydelse i en bok av Jules Verne, nämligen Till jordens medelpunkt. Heimskringla dyker upp i början av berättelsen och Snorre Sturlassons namn nämns också. I ett gammalt exemplar av boken finns ett gammalt bortglömt dokument som huvudpersonerna hittar. Det är detta dokument som sedan leder till den resa till jordens innandöme som boken handlar om.